# Cichlinae
A Cichlinae a sugarasúszójú halak (Actinopterygii) osztályába, a sügéralakúak (Perciformes) rendjébe és a Cichlidae családjába tartozó alcsalád. Az alcsalád különleges megkülönböztető jegye: az osztott kettős oldalvonalat egy áthidaló újabb vonal köti össze. Ilyen tulajdonság csak három Dél-amerikai halnemnél fordul elő: Cichla, Crenicichla és Teleocichla.
Cichlidae (Teleostei: Perciformes)
- Cichlini
- Crenicichlini

## Cichliniklád
- Cichla (Bloch & Schneider, 1801)

A halnem széles körben elterjedt Amazóniában, különösen a Rio-Tocantins és az Orinoco (Venezuela) vízrendszerében. Hat faj képezi a testükön látható felnőttkori mintázatok alapján a Cichla nem alapfajait: C. ocellaris, C. orinocensis, C. monoculus, C. nigromaculata, C. kelberi és C. pleiozona. Ezek közül a C. ocellaris nemcsak a Cichla nem típusfaja, hanem maga az egész Cichlidae család névadó faja is egyben (Bloch & Schneider, 1801). 2004 -ben került felfedezésre és bizonyítást nyert, hogy létezik egy természetes úton létrejött hibrid faj, a C. monoculus és a C. temensis között.
- C. ocellaris (Schneider, 1801)
- C. temensis (Humboldt, 1821)
- C. orinocensis (Humboldt, 1821)
- C. monoculus (Spix & Agassiz, 1831)
- C. nnigro-maculata (Jardine & Schomburgk, 1843)
- C. intermedia (Machado-Allison, 1971)
- C. kelberi (Kullander & Ferreira, 2006)
- C. jariina (Kullander & Ferreira, 2006)
- C. melaniae (Kullander & Ferreira, 2006)
- C. mirianae (Kullander & Ferreira, 2006)
- C. pinima (Kullander & Ferreira, 2006)
- C. piquiti (Kullander & Ferreira, 2006)
- C. pleiozona (Kullander & Ferreira, 2006)
- C. thyrorus (Kullander & Ferreira, 2006)
- C. vazzoleri (Kullander & Ferreira, 2006)

## Crenicichliniklád
- Crenicichla (Heckel, 1840)

A Crenicichlák a csuka alakú cichlids fajok nagy csoportját alkotják Dél-Amerikában. Az elterjedési területük felöleli egész Amazóniát, sok fajuk található Columbiában, Venezuelában és Guyanában, Argentínában valamint Trinidad szigetén. A legtöbb fajuk ragadozó életmódot folytat, viszont akadnak köztük a kifejezetten vízbe hulló rovarokkal táplálkozó fajok például C. compressiceps és C. cyclostoma. Néhány fajuknál, különösen a "saxatilis" csoportban található fajok modifikációs befolyásoltságú ivararány alakulását, - hasonlóan az Apistogramma fajokéhoz, már sikerült bizonyítani.
- - Teleocichla (Kullander, 1988)

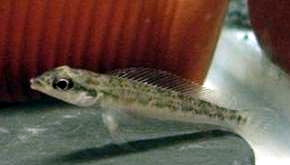
Teleocichla cinderella

Törpe csuka alakú cichlids fajok a Teleocichlák. Endemikus fajok, amelyek csak a brazíliai Mato Grosso tartományban, a Rio-Xingu és Rio-Tapajos vízrendszerében fordulnak elő.
- T. centrarchus (Kullander, 1998)
  - Teleocichla cf. centrarchus
- T. cinderella (Kullander, 1998)
- T. gephyrogramma (Kullander, 1998)
- T. monogramma (Kullander, 1998)
  - Teleocichla cf. monogramma
- T. prionogenys (Kullander, 1998)
- T. proselytus (Kullander, 1998)
- T. centisquama  (Zuanon & Sazima, 2002)